# Trận Großbeeren
Trận Großbeeren xảy ra vào ngày 23 tháng 8 năm 1813 ở phía Nam Berlin (Phổ), trong chiến dịch giải phóng Đức trong chiến tranh Liên minh thứ sáu – cuộc chiến áp chót của chuỗi chiến tranh Napoléon. Lực lượng tham chiến bên phe Liên minh có Quân đoàn III (Phổ) do tướng Friedrich Wilhelm Freiherr von Bülow chỉ huy và Quân đoàn IV (Phổ) do tướng Bogislav Friedrich Emanuel von Tauentzien chỉ huy, đối diện với Tập đoàn quân Berlin (Pháp) do Thống chế Nicolas Oudinot chỉ huy. Quân Phổ có pháo Nga và Thụy Điển yểm trợ đã đánh bại quân Pháp và làm phá sản cuộc hành quân đánh Berlin của Oudinot. Đây là chiến thắng đầu tiên của quân đội Phổ kể từ sau thất bại nhục nhã dưới tay Pháp năm 1806.

## Bối cảnh
Oudinot - Tư lệnh Binh đoàn Berlin của Pháp - đã được lệnh nhanh chóng tiến chiếm kinh thành Berlin của Phổ. Trong đoàn quân của ông có Quân đoàn VII gồm thâu binh lính người xứ Sachsen. Hoàng đế Pháp là Napoléon Bonaparte khi ấy tỏ ra khinh suất đối phương, và đội quân của Oudinot không có đủ thực lực để chiến đấu. Đối diện của họ là 98.000 quân Phổ đang phòng vệ ở quê hương của mình. Oudinot cũng có quan điểm như Hoàng đế của ông, đồng thời khả năng thu thập tin tức yếu kém đã khiến cho họ lao mình vào các lực lượng Phổ vào buổi sáng ngày 23 tháng 8 năm 1813 và một trận hỗn chiến đã bùng nổ giữa hai phía.

## Diễn biến
Mưa lớn đã gây thêm náo loạn và khiến cho quân đội hai bên khó bắn, không lâu sau người Phổ phát động chiến dịch tấn công với từng đợt tập kích trực diện về phía quân Pháp. Hai phe dựa vào lưỡi lê và báng súng để đánh giáp lá cà với nhau và quân Pháp dần dần thất thế. Một số khẩu đại bác 12 pao của quân Nga đã tham gia chiến đấu cùng quân Phổ trong cuộc chiến. Trận chiến đã chấm dứt sau khi đội hình hàng dọc cuối cùng của quân Pháp giao tranh với lực lượng Khinh kỵ binh Cận vệ của quân Phổ trong một cuộc hỗn chiến giữa hai đội kỵ binh vào ban đêm, với thất bại của quân đội Pháp. Một khẩu đội pháo do ngựa kéo của quân Thụy Điển cũng xuất hiện trong chiến trường giữa đêm khuya và không có đóng góp gì đáng kể.
Ngày hôm sau, quân đội của Oudinot tiếp tục triệt thoái. Ông trở nên được biết đến nhiều nhất vì cuộc bại trận tại Großbeeren. Phía Phổ đã đối xử rất khắc nghiệt với các tù binh Sachsen trong trận đánh này. Tuy không có quy mô lớn nhưng trận chiến Großbeeren đã gây hậu quả nghiêm trọng cho quân đội Pháp: Quân đoàn VII phải bỏ ra vài ngày để chỉnh đốn quân ngũ, và thất bại của họ đã khiến cho Oudinot phải rút toàn bộ Binh đoàn Berlin về Wittenberg. Ngoài ra, thất bại của quân Pháp trong trận Großbeeren cũng buộc Thống chế Louis Nicolas Davout của Quân đoàn XIII của Pháp phải chấm dứt chiến dịch tấn công Berlin của mình và rút quân về Hamburg. Là một đòn giáng vào chiến lược của Pháp, trận thắng này cũng được xem là mốc định hình cho lực lượng quân đội mới của Phổ, đồng thời là chiến thắng đầu tiên của Liên minh thứ sáu trước các thuộc cấp của Napoléon I trong năm 1813. Sau đó, Bülow đã bẻ gãy cuộc tấn công Berlin của quân Pháp dưới quyền Thống chế Michel Ney trong trận Dennewitz, và thắng lợi này cùng với chiến thắng Großbeeren và chiến thắng Luckau hồi tháng 6 của ông đã giải nguy cho Berlin.